# Frank Haffey
Francis "Frank" Haffey (født 28. november 1938 i Glasgow, Skotland) er en tidligere skotsk fodboldspiller, der spillede som målmand. Han var på klubplan primært tilknyttet Celtic F.C., med et kortere ophold i engelske Swindon Town. Han spillede desuden to kampe for det skotske landshold.

## Titler
Skotsk Liga Cup
- 1958 med Celtic F.C.